# Allsvenskan 2006
L'edizione 2006 del campionato di calcio svedese (Allsvenskan) vide la vittoria finale dell'Elfsborg.
Capocannoniere del torneo fu Ari (Kalmar FF), con 15 reti.

## Classifica finale
|    | Classifica   | G  | V  | N  | P  | GF | GS | Dif | Pt |
| -- | ------------ | -- | -- | -- | -- | -- | -- | --- | -- |
| 1  | Elfsborg     | 26 | 13 | 11 | 2  | 41 | 19 | +22 | 50 |
| 2  | AIK          | 26 | 13 | 10 | 3  | 46 | 23 | +23 | 49 |
| 3  | Hammarby *   | 26 | 13 | 7  | 6  | 40 | 31 | +9  | 43 |
| 4  | Helsingborg  | 26 | 11 | 9  | 6  | 44 | 34 | +10 | 42 |
| 5  | Kalmar       | 26 | 12 | 5  | 9  | 39 | 30 | +9  | 41 |
| 6  | Djurgården   | 26 | 11 | 7  | 8  | 31 | 25 | +6  | 40 |
| 7  | Malmö FF     | 26 | 10 | 8  | 8  | 43 | 39 | +4  | 38 |
| 8  | IFK Göteborg | 26 | 9  | 9  | 8  | 39 | 36 | +3  | 36 |
| 9  | Gefle        | 26 | 8  | 7  | 11 | 28 | 39 | -11 | 31 |
| 10 | GAIS         | 26 | 5  | 12 | 9  | 25 | 33 | -8  | 27 |
| 11 | Halmstad     | 26 | 5  | 12 | 9  | 22 | 30 | -8  | 27 |
| 12 | Häcken       | 26 | 4  | 10 | 12 | 29 | 41 | -12 | 22 |
| 13 | Öster        | 26 | 4  | 7  | 15 | 19 | 46 | -27 | 19 |
| 14 | Örgryte      | 26 | 3  | 8  | 15 | 24 | 44 | -20 | 17 |

*3 punti di penalizzazione a causa dei disordini durante la partita interna contro il Djurgården

## Spareggio salvezza/promozione
Allo spareggio salvezza/promozione vennero ammesse la dodicesima classificata in Allsvenskan (BK Häcken) e la terza classificata in Superettan (IF Brommapojkarna).
|                | Risultati |                | Luogo e data               |
| -------------- | --------- | -------------- | -------------------------- |
| Brommapojkarna | 2 - 0     | Häcken         | Stoccolma, 9 novembre 2006 |
| Häcken         | 1 - 2     | Brommapojkarna | Göteborg, 12 novembre 2006 |
|                |           |                |                            |

## Verdetti
- IF Elfsborg campione di Svezia 2006.
- BK Häcken, Östers IF e Örgryte IS retrocesse in Superettan.